# La Ferrière-aux-Étangs
 La Ferrière-aux-Étangs  es una población y comuna francesa, situada en la región de Baja Normandía, departamento de Orne, en el distrito de Argentan y cantón de Messei.

## Demografía
| 1700 | 1564 | 1546 | 1734 | 1727 | 1643 |
| Para los censos de 1962 a 1999 la población legal corresponde a la población sin duplicidades (Fuente: INSEE [Consultar]) |      |      |      |      |      |